# کارستن نیبور
کارستِن نیبور (به آلمانی: Carsten Niebuhr) (زاده ۱۷ مارس ۱۷۳۳-درگذشت ۲۶ آوریل ۱۸۱۵) جهانگرد، نقشه‌نگار و ریاضیدان آلمانی بود.
او از شیراز، تخت جمشید و در سال ۱۷۶۴ از سنگ‌نبشته بیستون نیز دیدن کرد.
کارستن نیبور در سال ۱۷۶۲ دقیق‌ترین نقشهٔ منطقهٔ خلیج فارس تا آن زمان را با نام نقشه خلیج فارس ترسیم کرده و جزایر سه‌گانه تنب بزرگ، تنب کوچک و ابوموسی (گپ‌سبزو) را برای اولین بار در نقشه‌های جغرافیایی ترسیم و به نام ایران ثبت کرده‌است.
نسخه‌های او از کتیبه‌های میخی تخت جمشید، نقطه عطفی کلیدی در رمزگشایی خط میخی و تولد آشورشناسی بودند. رونویسی‌های او به‌ویژه برای گئورگ فریدریش گروتفند، که اولین رمزگشایی‌های درست از خط میخی فارسی باستان را انجام داد، مفید بودند:

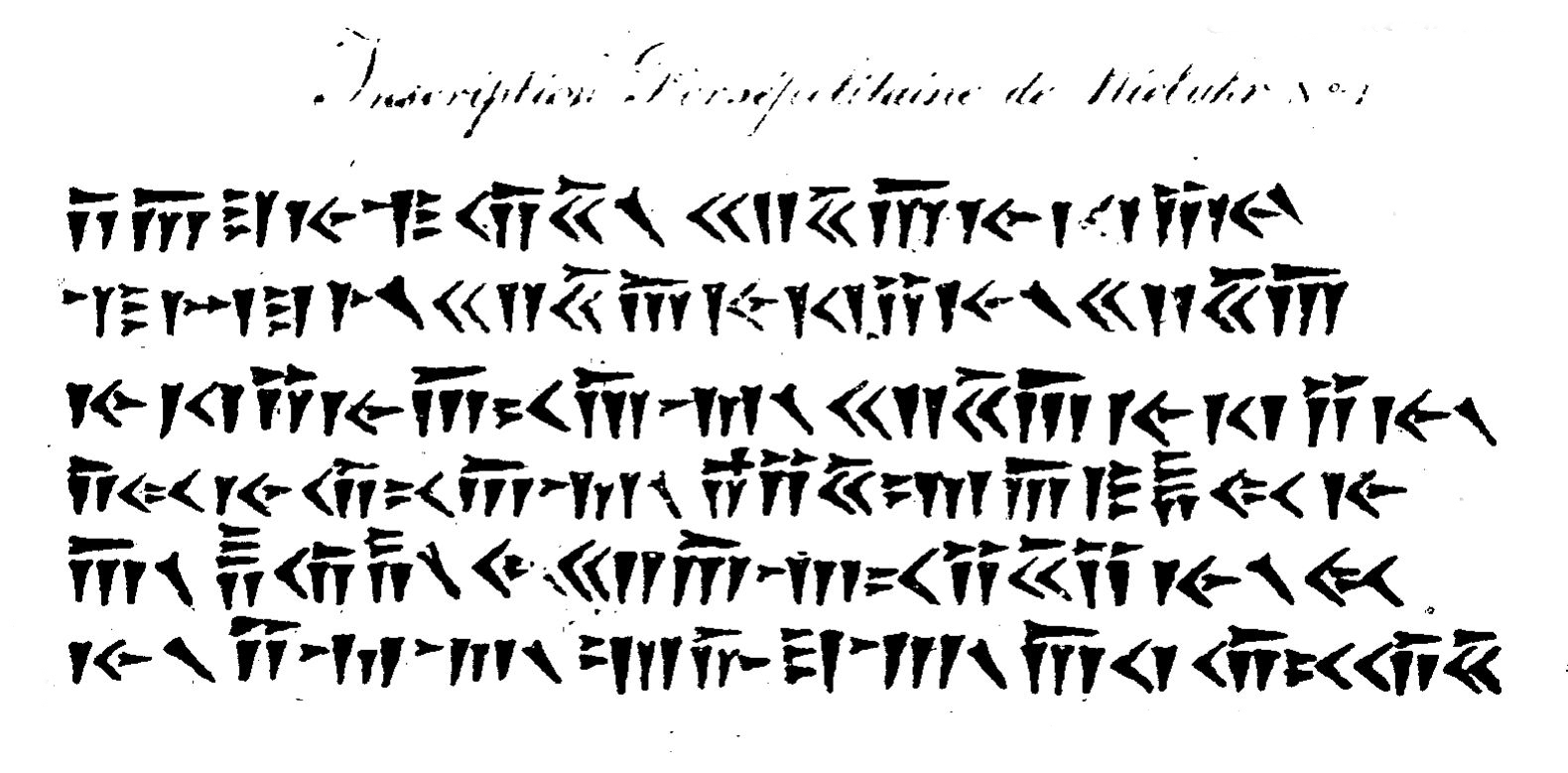
رونویسی نیبور ۱:«داریوش شاه بزرگ، شاه شاهان، شاه کشورها، پسر ویشتاسپ، هخامنشی که این کاخ را ساخته‌است»
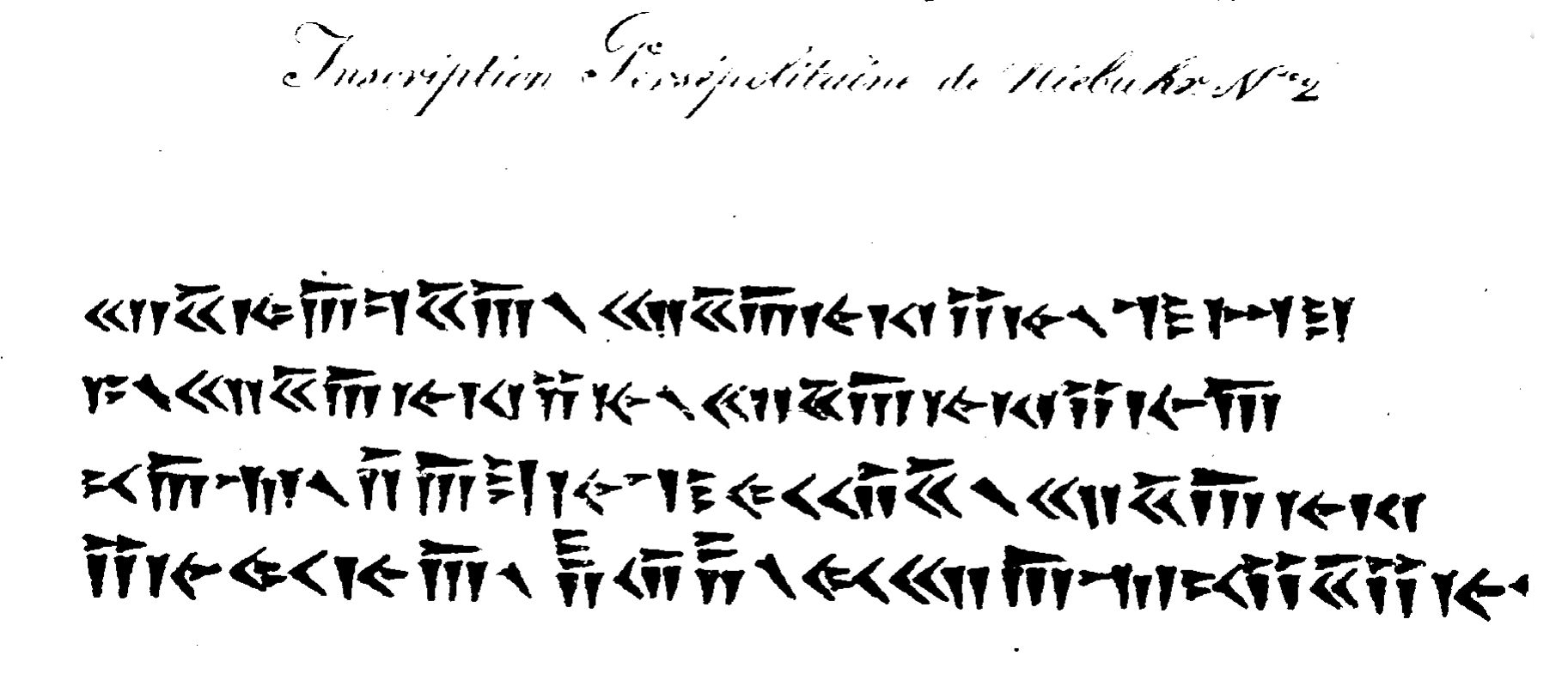
رونویسی نیبور ۲:«خشایارشا شاه بزرگ، شاه شاهان، پسر داریوش شاه، هخامنشی».

## زندگی

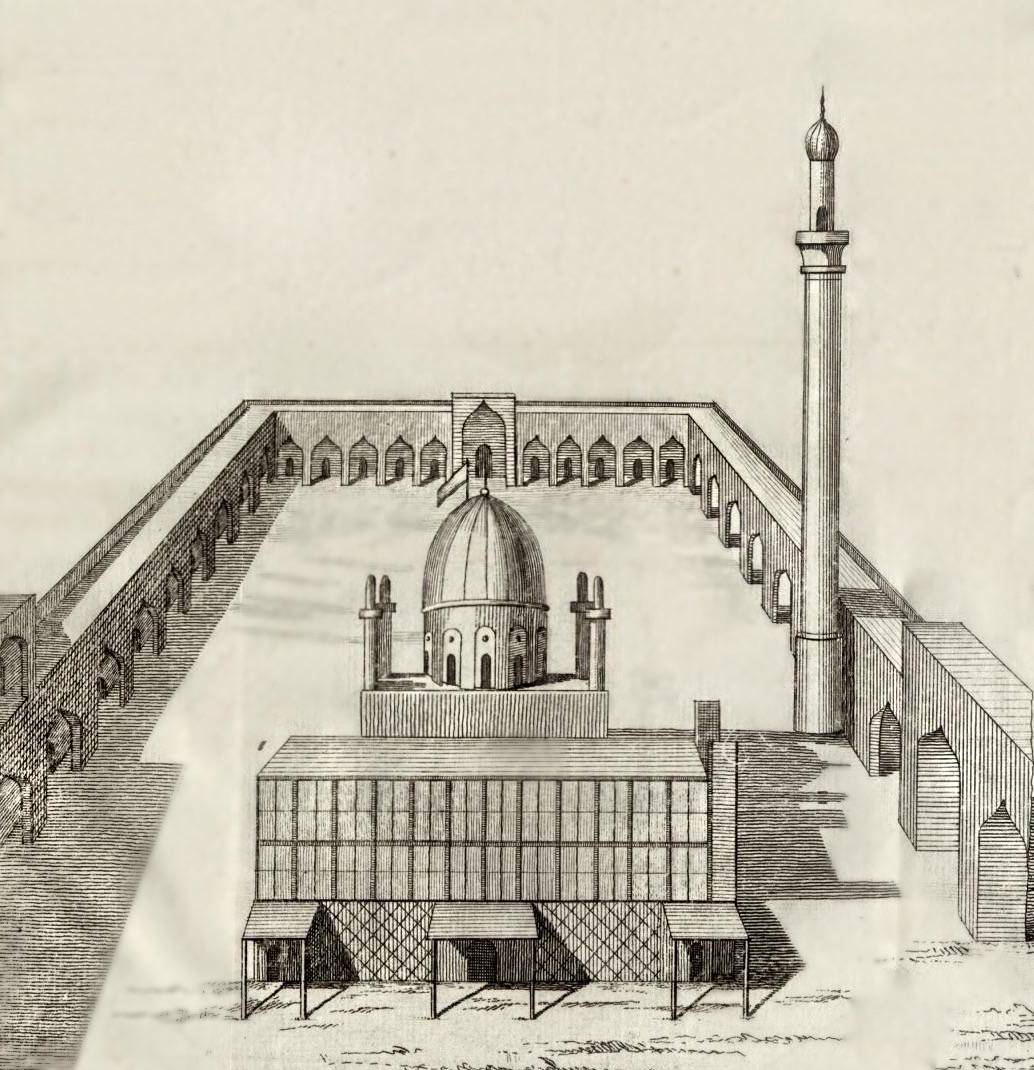
طرح کارستن نیبور از حرم امام حسین ترسیم شده در سال ۱۷۶۵

نیبور در لودینگ‌ورت (به آلمانی: Lüdingworth) در بخش هانوور آلمان به دنیا آمد. او فرزند یک کشاورز معمولی بود.
کارستن نیبور تحصیلات کمی داشت و چند سال از جوانی خود را به کارهای دهقانی گذراند ولی علاقه‌اش به ریاضیات بود و توانست مقداری درس را در زمینه مساحی دنبال کند. به هنگام این درس‌ها بود که یکی از آموزگارانش در سال ۱۷۶۰ به او پیشنهاد کرد تا به گروهی بپیوندند که از سوی فردریک پنجم، پادشاه دانمارک به منظور اکتشاف علمی به مصر، عربستان و سوریه می‌رفتند.
برای آمادگی برای این سفر، نیبور یک سال و نیم پیش از سفر سخت به آموزش ریاضیات روی آورد و مقداری نیز عربی آموخت.
این گروه، سفر خود را در ژانویهٔ ۱۷۶۱ آغاز کرد و پس از پیاده شدن از کشتی در اسکندریه مصر به سوی سرچشمهٔ رود نیل به راه افتاد. نیبور در این سفرها از سوئز، کوه سینا، جده و موخا نیز دیدن کرد.
در طی سفرها در سرزمین‌های عربی، زبان‌شناس گروه درگذشت و بقیه افراد نیز از سختی‌های سفر به تنگ آمده به موخا بازگشتند ولی نیبور با سازگاری به عادات و خوراک و پوشاک محلی‌ها توانست جان خود را نجات داده و به سفر ادامه بدهد.
او با دو تن دیگر از موخا با کشتی به سوی بمبئی رفت و با درگذشت آن دو در جریان سفر، نیبور تنها بازماندهٔ این مأموریت بود.
پس از ۱۴ ماه اقامت در بمبئی، کارستن نیبور توانست از راه مسقط، بوشهر، شیراز، تخت جمشید، بیستون، خاور نزدیک و قسطنطنیه به دانمارک بازگردد.

## سفرنامه

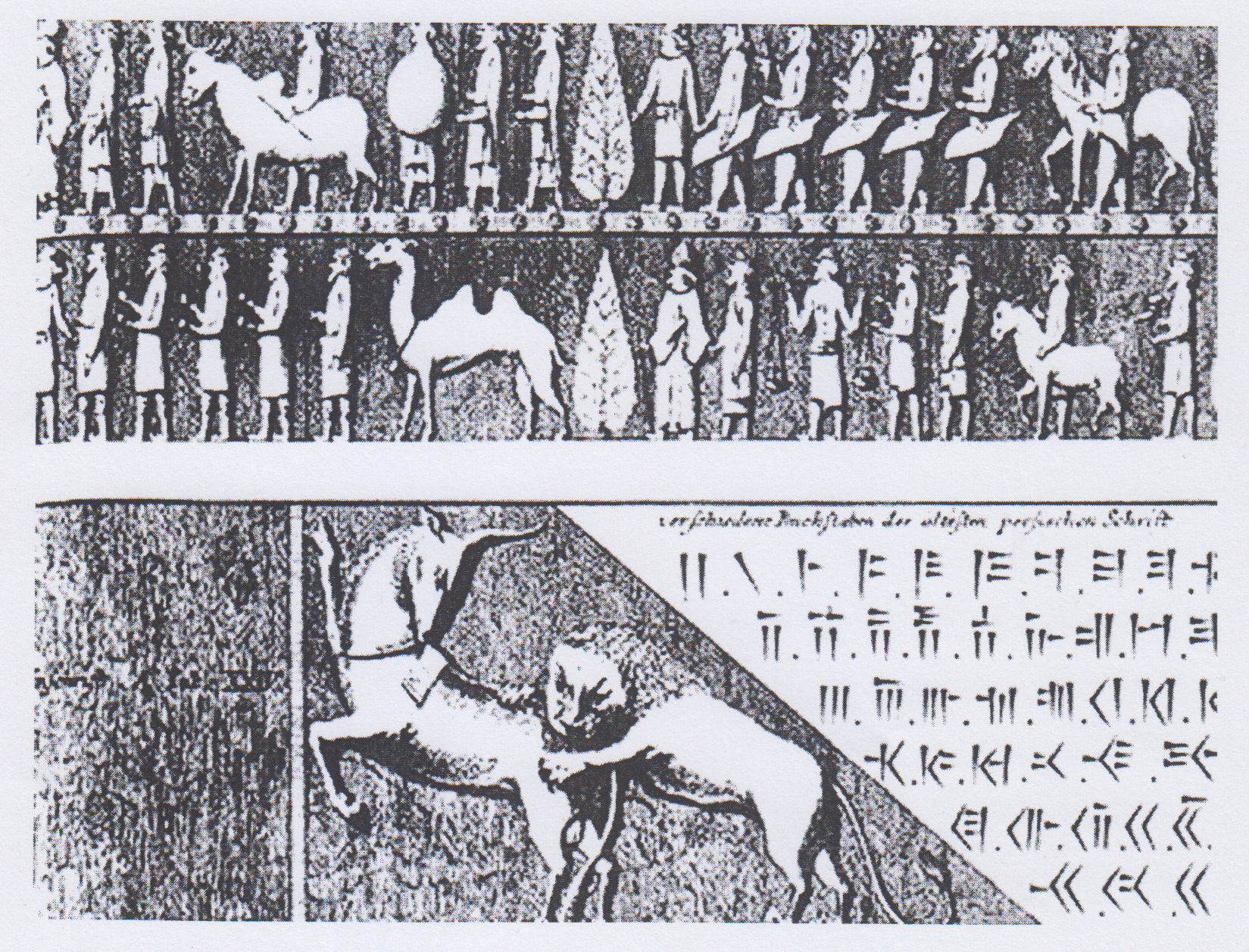
طراحی و کپی برداری کارستن نیپور از کتیبه‌های تخت جمشید (۱۷۳۳–۱۸۱۵ م)

بخش مرتبط به ایران از سفرنامهٔ نیبور توسط دکتر پرویز رجبی ترجمه و با همکاری انتشارات ایرانشناسی در سال ۱۳۹۰ به چاپ رسیده‌است. این بخش گزارش سفر نیبور از شهر مسقط به بوشهر در سال ۱۷۶۵ میلادی تا خروج او از جزیره خارک را در بر می‌گیرد.

مترجم کتاب دربارهٔ نیبور اینگونه می‌نویسد:
«کارستن نیبور تنها اروپایی بود که در زمان کریم خان زند از ایران دیدن کرد و همچنین او گذشته از گزارش‌های گوناگون سیاحان اروپایی، مانند شاردن و کمپفر از تخت جمشید، نخستین کسی بود که تخت جمشید را به‌طور اساسی بررسی و مطالعه کرد.
نیبور از بوشهر وارد خشکی ایران شد و به جای استفاده از راه معمول، از بیراهه‌ای طولانی به شیراز رفت و از شیراز راهی تخت‌جمشید شد و خود در تخت‌جمشید و طرح برداری از پیکرکنده‌ها و سنگ نبشته‌ها دوباره به بوشهر بازگشت و از راه جزیره خارک ایران را ترک کرد.»

## درگذشت و میراث
او در سال ۱۸۱۵، در شهری در شمال آلمان در نزدیکی دانمارک به نام ملدورف دیده از جهان فروبست. یوهان ولفگانگ گوته (۱۷۴۹–۱۸۳۲) برای آثار نیبور ارزش خاصی قائل بود به طوری که در سال ۱۸۱۱ به پسر او بارتلد گئورگ نیبور چنین می‌نویسد: «شما به همراه‌دارندهٔ نامی هستید که من از دوره‌جوانی به آن احترام می‌گذارم».
همچنین خیابان کارل‌نیبورگده در قسمت بندری شهر کپنهاگ به یاد او نامگذاری شده‌است. این قسمت خیابان از شهر شامل ساختمان اصلی شورای شهر می‌باشد.